# Frans-Madagaskar
Frans-Madagaskar (Frans: Colonie de Madagascar et dépendances) was van 1897 tot 1958 een Franse kolonie. Het omvatte het eiland Madagaskar en gedurende een groot deel van haar geschiedenis ook de eilandengroepen Comoren, Mayotte en Réunion en de Franse Zuidelijke en Antarctische Gebieden, waaronder Adélieland. Dit artikel behandelt de Franse koloniale geschiedenis op het eiland Madagaskar.

## Territoriale veranderingen

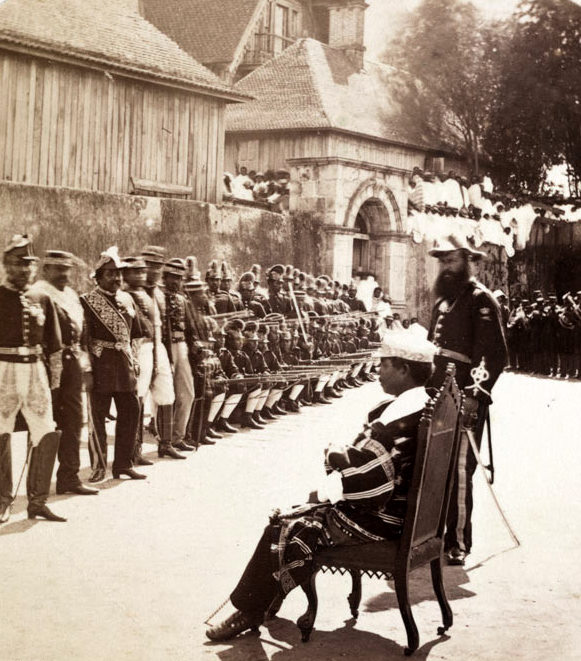
Premier Rainilaiarivony inspecteert de troepen in Antananarivo in 1865.

|                 | Oppervlakte (km²) | Voorloper                        | Toegevoegd       | Losgemaakt      | Opvolger                                       |
| Madagaskar      | 587.040           | Protectoraat Madagaskar          | 28 februari 1897 | 26 juni 1960    | Malagassische Republiek                        |
| Mayotte         | 374               | Mayotte en afhankelijke gebieden | 9 april 1908     | 27 oktober 1946 | Territorium van de Comoren                     |
| Anjouan         | 424               | Protectoraat van de Comoren      | 25 juli 1912     | 27 oktober 1946 | Territorium van de Comoren                     |
| Grande Comore   | 1.148             | Protectoraat van de Comoren      | 25 juli 1912     | 27 oktober 1946 | Territorium van de Comoren                     |
| Mohéli          | 290               | Protectoraat van de Comoren      | 25 juli 1912     | 27 oktober 1946 | Territorium van de Comoren                     |
| Banc du Geysir  | 175               | —                                | oktober 1897     | 1 april 1960    | Bestuurd als onderdeel van het Prefect Réunion |
| Bassas da India | 0,2               | —                                | oktober 1897     | 1 april 1960    | Bestuurd als onderdeel van het Prefect Réunion |
| Europa          | 30                | —                                | oktober 1897     | 1 april 1960    | Bestuurd als onderdeel van het Prefect Réunion |
| Glorieuzen      | 7                 | —                                | oktober 1897     | 1 april 1960    | Bestuurd als onderdeel van het Prefect Réunion |
| Juan de Nova    | 4,4               | —                                | oktober 1897     | 1 april 1960    | Bestuurd als onderdeel van het Prefect Réunion |
| Adélieland      | 432.000           | —                                | 21 november 1924 | 6 augustus 1955 | Franse Zuidelijke en Antarctische Gebieden     |
| Amsterdam       | 58                | —                                | 21 november 1924 | 6 augustus 1955 | Franse Zuidelijke en Antarctische Gebieden     |
| Crozeteilanden  | 352               | —                                | 21 november 1924 | 6 augustus 1955 | Franse Zuidelijke en Antarctische Gebieden     |
| Kerguelen       | 7.215             | —                                | 21 november 1924 | 6 augustus 1955 | Franse Zuidelijke en Antarctische Gebieden     |
| Saint-Paul      | 8                 | —                                | 21 november 1924 | 6 augustus 1955 | Franse Zuidelijke en Antarctische Gebieden     |

## Geschiedenis

### Voorgeschiedenis

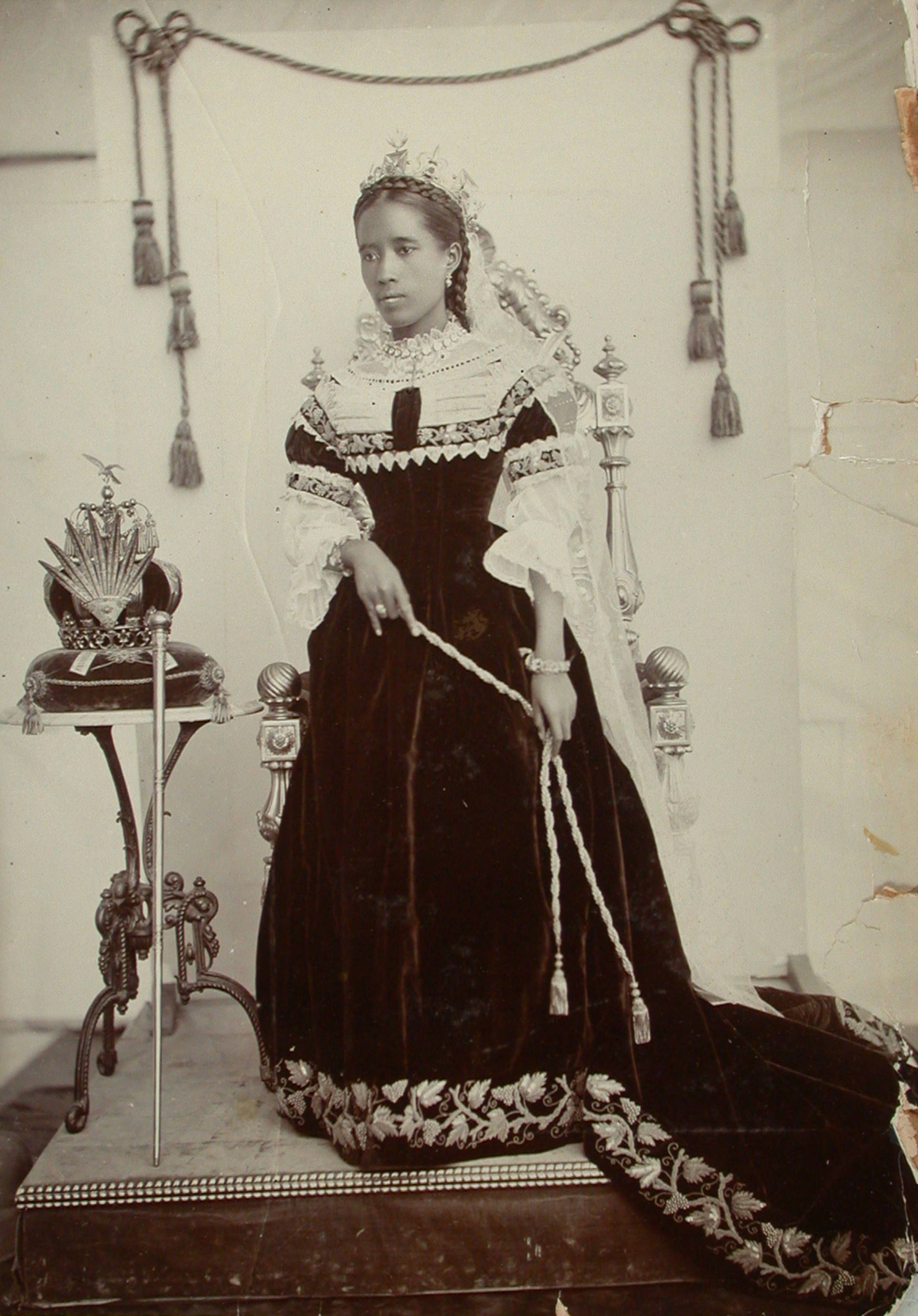
Koningin Ranavalona III begin jaren 1890

In de 19e eeuw kwam een groot deel van Madagaskar in handen van het Koninkrijk Madagaskar, dat zich onder leiding van de Merina vanaf 1540 steeds verder had uitgebreid over het eiland. Hierin werd dit koninkrijk gesteund door Britse en Franse mogendheden, die door in de gunst te komen bij de Merinakoningen probeerden hun economische belangen in Madagaskar te versterken. Franse zakenlieden als Jean Laborde en Joseph-François Lambert wisten in deze periode grote handelsondernemingen op te zetten in Madagaskar. De handelsconcessie die Lambert in 1861 met prins Radama II afsloot (Lambertcharter) en Lambert exclusieve rechten op vele van de natuurlijke hulpbronnen van het eiland bood, leidden echter tot onvrede bij de Hova-aristocratie, waarop premier Rainilaiarivony in 1863 een staatsgreep pleegde en Radama II liet wurgen. Koningin Rasoherina en premier Rainilaiarivony probeerden daarop de voorwaarden van het Lambertcharter te heronderhandelen, wat met het terugdraaien van Franse concessies leidde tot woede bij de Franse compagnie van Lambert en de Franse regering. Het herstel van de Franse belangen vormde het belangrijkste voorwendsel voor de Franse Eerste Madagaskarexpeditie in 1883, het begin van de Frans-Malagassische Oorlogen. Ondertussen vond van 1884 tot 1885 de Koloniale Conferentie van Berlijn plaats waarbij de Britten in het kader van de Wedloop om Afrika de invloedssfeer van Frankrijk erkenden over Madagaskar. In 1885 eindigde de Franse militaire expeditie met de Franse bezetting van de haven van Diego Suarez (Antsiranana). Op 17 december 1885 werd daarop door koningin Ranavalona III een alliantieverdrag met Frankrijk gesloten. Onderdeel hiervan vormde de eenzijdige instelling van het Protectoraat Madagaskar door Frankrijk, waarbij Frankrijk de externe belangen van Madagaskar zou behartigen. Ook moest het Koninkrijk Madagaskar als schadeloosstelling een bedrag van 560.000 goudfrank betalen aan de erfgenamen van Lambert. In ruil hiervoor erkende Frankrijk het Koninkrijk Madagaskar. Premier Rainilaiarivony ging hier met tegenzin mee akkoord, omdat hij niet anders kon. Omdat de tekst van de overeenkomst was opgesteld in vage bewoordingen, voor beide partijen open was voor interpretatie en het Koninkrijk Madagaskar de behartiging van haar externe belangen door Frankrijk niet erkende, werd in de wandelgangen ook wel gesproken van een 'fantoomprotectoraat'.
In 1890 erkenden de Britten het Franse protectoraat echter in ruil voor de Franse erkenning van een Brits protectoraat over Zanzibar tijdens een verdrag op 11 augustus 1890. Madagaskar was toen voor de Britten al lang niet zo interessant meer, omdat er een snellere verbinding was gekomen door het graven van het Suezkanaal. Dat jaar werden feitelijk de invloedssferen van de Europese mogendheden in Afrika afgebakend. Premier Rainilaiarivony zond daarop zijn Britse militaire adviseur kolonel Charles Robert St Leger Shervinton om wapens te kopen in Europa om zich voor te bereiden op een gewapend conflict met de Fransen. De Franse regering was vastbesloten om het hele eiland onder een volledig protectoraat te brengen en liet daarom alle niet-essentiële Franse burgers uit het gebied evacueren.

### Invasie
Op 12 december 1894 startte Frankrijk de Tweede Madagaskarexpeditie. Een eskader onder leiding van admiraal Amédée Bienaimé  zette een vliegende colonne van 15.000 man aan land in de haven van Majunga en bezette de havenstad Tamatave (Toamasina).
Op 23 april 1895 marcheerde het Franse expeditiekorps vanuit Majunga onder leiding van generaal Jacques Duchesne (bekend als de 'veroveraar van Madagaskar') en luitenant-kolonel Léon de Beylié (geheime dienst van het expeditiekorps) in de richting van de hoofdstad Antananarivo. Het legerkorps werd daarbij gehinderd door het oerwoud, ondiepe rivierbeddingen, ziekte en een gebrek aan wegen. In de laatste week van september bereikten de troepen van Duchesne de stad en namen deze in, waarmee Frans-Madagaskar een feit was. Antananarivo werd daarop verfranst tot Tananarive. 20 Franse soldaten sneuvelden bij de strijd en 6.000 stierven aan malaria. Koningin Ranavalona III steunde de Franse actie omdat ze hiermee eindelijk het ijzeren juk van premier Rainilaiarivony kon afschudden. Initieel was het de Franse bedoeling om alleen het protectoraat te bestendigen om zo de economie en buitenlandse relaties van het eiland te kunnen beheersen. Twee maanden later brak in november 1895 echter de Menalambaopstand uit tegen de Fransen. Het kostte de Fransen 2 jaar alvorens deze opstand volledig was neergeslagen. Deze opstand deed de Franse regering besluiten om de civiele gouverneur te vervangen door een militaire gouverneur en vormde een van de belangrijkste redenen om hetzelfde jaar koningin Ranavalona III naar Reunion te verbannen. Het protectoraat werd daarmee omgevormd tot een kolonie. De nieuwe militaire gouverneur werd generaal Joseph Gallieni.

### Ontwikkeling van de kolonie
Generaal Gallieni voerde zijn missie om Madagaskar te 'pacificeren' uit met grote bruutheid. Tussen 1896 en 1905 kwamen als gevolg van zijn repressiebeleid ongeveer 100.000 mensen om het leven op een totale bevolking van 3 miljoen inwoners. Galliéni voerde een 'politique des races' waarbij hij lokale gouverneurs aanstelde in de provincies in plaats van het Merinabestuur. De bestaande slavernij werd afgeschaft en vervangen door een systeem van corvee. De autochtone bevolking werd onderworpen aan de Franse Indigénat en verloor al haar rechten en elke vorm van specifieke vertegenwoordiging. Scholen werden onderworpen aan een gedwongen verfransing en verloren veel van hun leerkrachten. Vervolgens -met name vanaf 1901- begon het koloniale bestuur met het 'ontwikkelen' van de nieuwe kolonie waarbij zeer grote grondconcessies aan grote Franse bedrijven en particulieren werden vergeven. Op kosten van de staat werd begonnen met de aanleg van een spoorlijn tussen de hoofdstad Tananarive en de havenstad Tamatave (de Franse naam voor Toamasina), die werd voltooid in 1913. Deze lijn vormde de basis voor de ontwikkeling van de koloniale economie. Ook besteedde Gallieni veel aandacht aan de ontwikkeling van de gezondheidszorg. In 1897 opende hij een opleiding geneeskunde voor het opleiden van medische assistenten, in 1899 een vestiging van het Pasteur-instituut ter voorkoming van ziekten als pokken en pest en in 1902 richtte hij de Assistance médicale indigène (AMI) op voor gratis medische zorg voor de Malagassische bevolking.

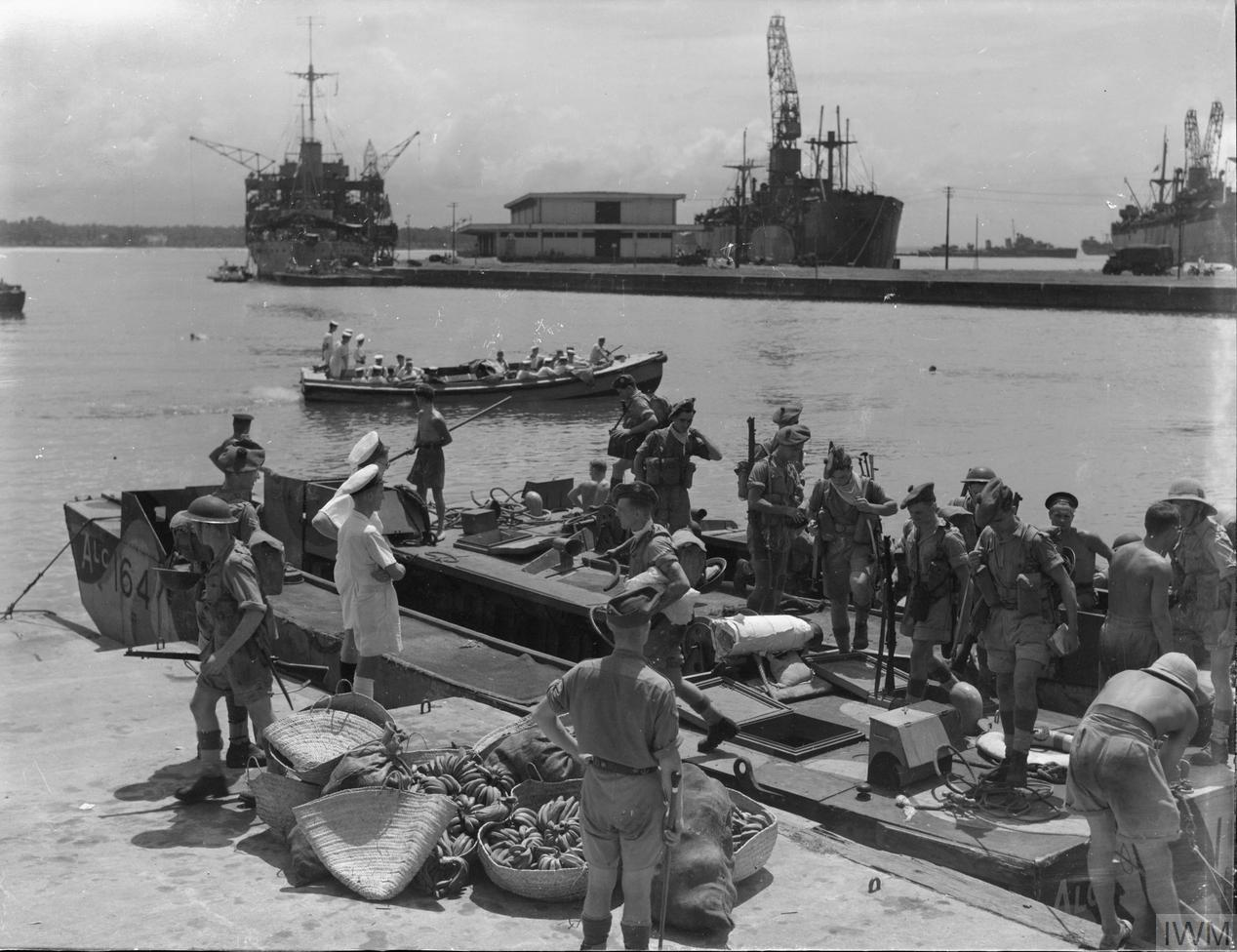
1942: Britse troepen gaan aan land in Madagaskar's belangrijkste havenstad Tamatave als onderdeel van de Slag om Madagaskar.

Tijdens de Eerste Wereldoorlog riepen de Franse koloniale autoriteiten 41.000 Malagassiërs op om de Franse troepen te versterken. Daarvan kwamen er 2.400 om het leven tijdens gevechtshandelingen. Sommige overlevenden namen de Spaanse griep mee die bij terugkeer in Madagaskar voor tienduizenden slachtoffers zorgde onder met name de bevolking in de berggebieden, waar vele dorpen werden verlaten.
Vanaf 1920 maakte het Plan Sarraut het mogelijk om te investeren in infrastructuur. Er werd daarop met behulp van duizenden dwangarbeiders (middels het corveesysteem) 14.500 kilometer aan wegen aangelegd, de in 1927 door een cycloon verwoeste havens van Tamatave en Diego Suarez werden uitgebreid, er werden spoorlijnen aangelegd naar Antsirabe en het Alaotrameer (1923) en in 1936 werd met gebruikmaking van duizenden dwangarbeiders van de S.M.O.T.I.G. de spoorlijn Manakara-Fianarantsoa voltooid. Er vonden grote private investeringen plaats in de landbouw (koffie, rijst, vanille en kruidnagelen), mijnbouw (grafiet en mica) en in de industrie (rijstverwerking, suikerverwerking, conserven en houtbewerking). Deze ontwikkelingen leidden ertoe dat het eiland werd opgenomen in de internationale economische handel en leidden tot significante veranderingen in de Malagassische samenleving.
Tijdens de Tweede Wereldoorlog kozen de Franse bevelhebbers op Madagaskar voor Vichy-Frankrijk, waarop in mei 1942 het gebied werd binnengevallen door Britse geallieerde troepen om te voorkomen dat de Japanners hen voor waren. De strijd om het eiland duurde ongeveer 6 maanden, waarna de macht door de Britten werd overgedragen aan generaal Paul Legentilhomme van de Vrije Fransen. Gedurende de rest van de oorlog werd het land gebruikt om de oorlog te ondersteunen door de productie van rijst en het opvoeren van de productie van koffie. Malagassische troepen vochten tijdens de oorlog in Frankrijk, Marokko en Syrië.
In 1946 kreeg Madagaskar de status van Overzees territorium binnen de Union française. Tussen 1947 en 1960 werd de Malagassische economie versterkt met 57 miljard CFA uit het Franse koloniale Fonds d'investissement pour le développement économique et social (FIDES). Aanvankelijk was hiervoor 20 miljard begroot, maar dit bleek bij lange na niet voldoende. De belangrijkste investeringen werden gedaan in de landbouw en landbouwmechanisatie, infrastructuur en sociale voorzieningen. De handel bleef echter vooral gericht op Frankrijk en de handelsbalans van Madagaskar vertoonde ook doorgaans een tekort met Frankrijk, ook omdat er langlopende leningen werden afgesloten om een deel van de investeringen te bekostigen. Door het spel van banken en handels- en transportbedrijven werd de economie beheerst door de Fransen.

## Ontwikkeling van het nationalisme

### Vy Vato Sakelika

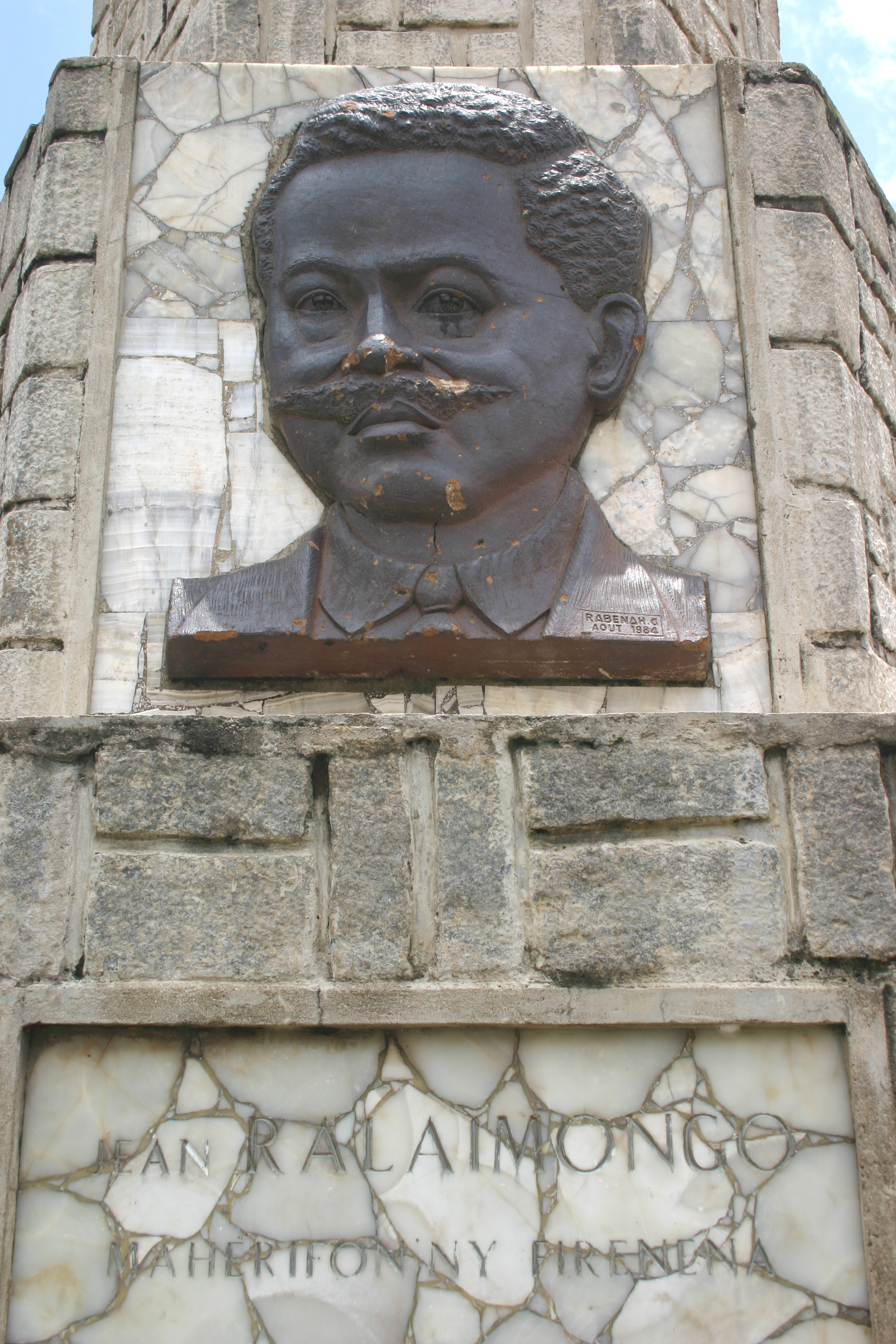
Monument voor Ralaimongo in Antananarivo

Vlak voor de Eerste Wereldoorlog ontstond de eerste Malagassische nationalistische beweging: Hova-intellectuelen onder leiding van de protestantse dominee Ravelojoana richtten in 1913 in Tanarive de verzetsbeweging 'Vy Vato Sakelika' (VVS; "IJzer, Steen, Netwerk") op. Ravelojoana was geïnspireerd geraakt door het Japanse moderniseringsmodel en wilde in Madagaskar iets soortgelijks bereiken. De VVS werd echter bloedig onderdrukt en uiteindelijk verboden in 1916. De harde Franse reactie leidde echter wel tot een discussie over nationalisme en gelijke rechten voor de inheemse bevolking en daarmee tot een opleving van het nationalisme onder de bevolking. Malagassische veteranen van de Eerste Wereldoorlog versterkten de nationalistische beweging. In de jaren 1920 streefden de nationalisten naar arbeidshervormingen en gelijkheid van burgerlijke en politieke status voor alle Malagassiërs. Zo eiste het Franse Verbond voor Madagaskar onder leiding van Anatole France Frans staatsburgerschap voor alle Malagassiërs als erkenning voor de Malagassische bijdrage aan soldaten en hulpbronnen tijdens de oorlog. Een aantal veteranen die in Frankrijk waren gebleven, hadden daar kennisgenomen van Franse politieke denkbeelden, met name van de anti-koloniale en voor onafhankelijkheid strijdende platforms van socialistische partijen. Zo keerde oud-VVS-leider Jean Ralaimongo bijvoorbeeld in 1924 terug naar Madagaskar en raakte verzeild in arbeidskwesties die behoorlijk wat oproer veroorzaakten op verschillende delen van het eiland. Hij en Joseph Ravoahangy richtten daarvoor de Ligue malgache pour l'accession des indigènes de Madagascar à la citoyenneté française op. Een van de eerste concessies die aan de Malagassiërs werden gedaan was de oprichting van twee economische en financiële delegaties in 1924. De ene van de Franse kolonialisten en de andere van 24 Malagassische afgevaardigden die waren verkozen door de Raad van Notabelen in elk van de 24 districten. De beide afvaardigingen ontmoetten elkaar evenwel nooit en geen van beiden had echte invloed op de besluitvorming.

### Tweede Wereldoorlog
De inval van de Britten in 1942 zorgde ervoor dat het prestige van Frankrijk een enorme deuk opliep bij de Malagassische bevolking. De Franse macht leek plotseling toch niet zo onoverwinnelijk. In de periode van de nasleep van de Tweede Wereldoorlog was Frankrijk bereid om een vorm van Malagassisch zelfbestuur toe te staan onder Franse voogdij. In het najaar van 1945 verkozen individuele Franse en Malagassische verkiezingsraden afgevaardigden uit Madagaskar in de Nationale Vergadering van de Vierde Republiek in Parijs. De twee afgevaardigden die waren verkozen door de Malagassiërs waren Joseph Raseta en Joseph Ravoahangy. Zij voerden beiden campagne voor de invoering van het ideaal van zelfbeschikkingsrecht van volkeren zoals was vastgelegd in het Atlantisch Handvest van 1941 en door de Conferentie van Brazzaville in 1944.

### MDRM versus PADESM
Begin 1946 werd ingezet op onafhankelijkheid voor Madagaskar met de oprichting van de eerste Malagassische politieke partij Mouvement démocratique de la rénovation malgache (MDRM). De leiding van de MDRM was in handen van prominente Hova-leden als Joseph Raseta, Joseph Ravoahangy en Jacques Rabemananjara, maar de partijleden waren afkomstig uit alle politieke gelederen over het hele eiland onder alle etnische en maatschappelijke groeperingen. Ravoahangy en Raseta werden de eerste Malagassische leden van de Franse Nationale Vergadering. De Fransen probeerden de MDRM te fustreren door het aanmoedigen van de oprichting van de Parti des déshérités de Madagascar (PADESM) van de Mainty (een groep van 3 andere bevolkingsgroepen uit het Centraal Hoogland die afstamden van slaven) en Tanindrana (de 'côtiers' of kustbewoners), die de Merina wantrouwden en geen terugkeer wilden naar de feodale heerschappij van vóór de Franse bezetting en daarom uiteindelijk ook pleitte voor een 'vrijstaat' (autonome republiek) binnen het in 1958 opgerichte Franse Communauté.
De Franse grondwet van 1946, waarmee Madagaskar tot overzees territorium werd gemaakt bood volledig staatsburgerschap voor alle Mallagassiërs, die hiermee gelijkwaardig werden aan Franse staatsburgers. Maar de onderliggende politiek van assimilatie was niet in lijn met het doel van de MDRM om volledige onafhankelijkheid te verkrijgen voor Madagaskar en Ravoahangy en Raseta hielden zich daarom afzijdig bij de stemming hierover. De beide afgevaardigden maakten ook bezwaar tegen de vorming van twee afzonderlijke Franse en Malagassische kiescommissies, zelfs al was Madagaskar dan wel vertegenwoordigd in the Franse Nationale Vergadering. De grondwet verdeelde Madagaskar in een aantal provincies, die elk voorgezeten werd door een lokaal verkozen Provinciale Vergadering. Niet lang daarna werd ook een Nationale Vergadering van Afgevaardigden ingesteld in Tananarive. Bij de eerste verkiezingen voor de provinciale vergaderingen won de MDRM ofwel alle zetels of een meerderheid van de zetels, behalve in de provincie Mahajanga.
Ondanks deze hervormingen bleef het politieke klimaat in Madagaskar onstabiel. Economische en maatschappelijke problemen, zoals voedseltekorten, schandalen op de zwarte markt, het feit dat Malagassische mannen verplicht bleven om elk jaar 200 dagen (al dan niet tegen betaling) werk te moeten verrichten, hernieuwde etnische spanningen en de terugkeer van de soldaten uit Frankrijk zorgden voor een extra druk op de reeds aanwezige instabiele situatie. Veel veteranen voelden zich slechter behandeld dan de veteranen uit het Franse vasteland. Anderen waren door hun oorlogservaringen politiek gezien geradicaliseerd. De mengeling van angst, respect en wedijver waarop de Frans-Malagassische relaties rusten leek tot een eind gekomen.

### De Malagassische Opstand

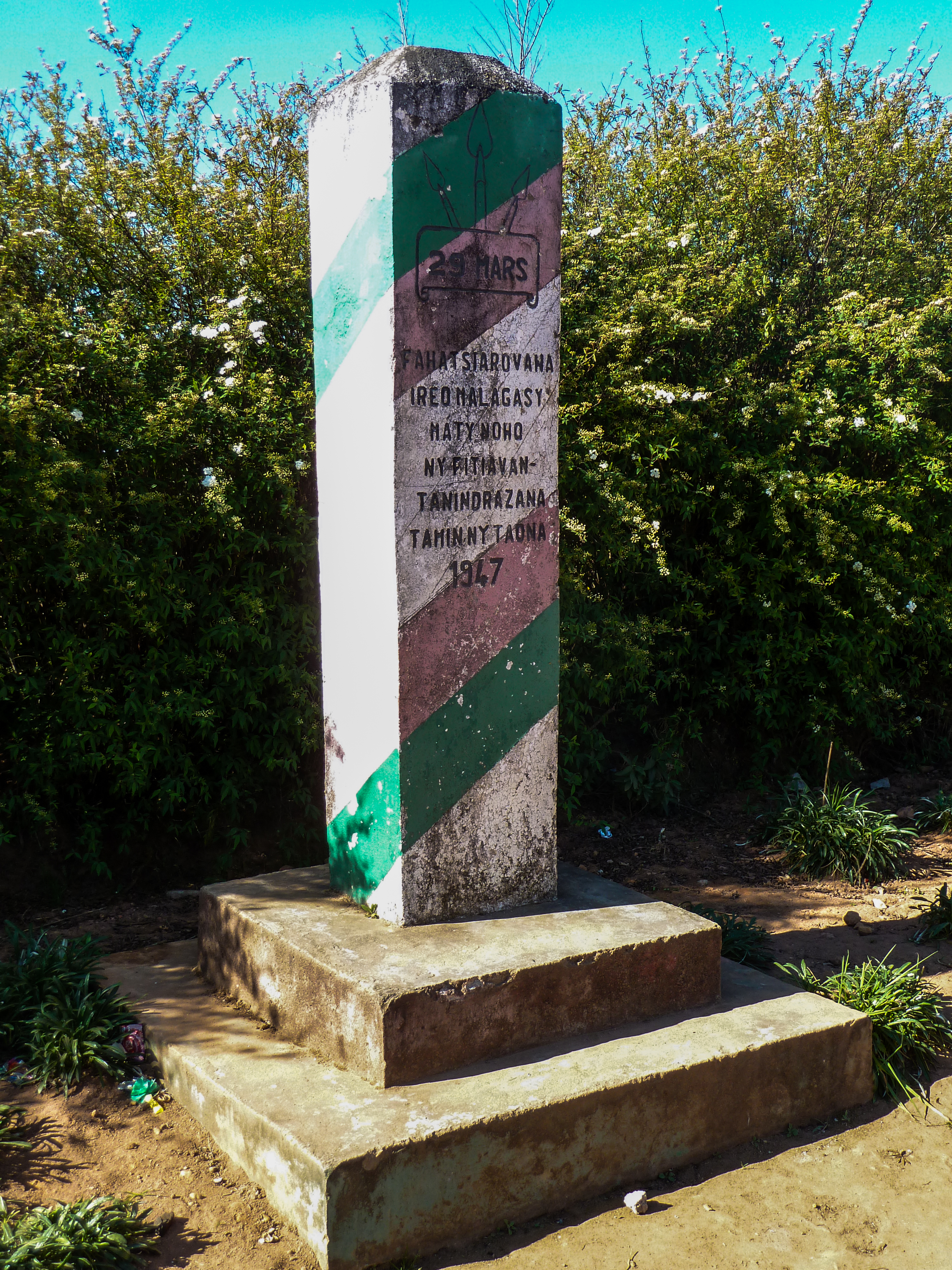
Monument voor de opstand van 1947 in het dorp Antoetra

Tijdens de oorlog waren geheime groeperingen als Panama (Patriotes nationalistes malgaches) en Jiny (naar een lokale nachtvogel) opgericht, die bezig waren een gewapende opstand voor te bereiden om zo de onafhankelijkheid te proberen te bereiken. In 1947 begon deze Malagassische Opstand, waarbij Franse kolonisten (waarvan er toen ongeveer 35.000 op het eiland woonden) en leden van de PADESM werden aangevallen en vermoord. De opstand spreidde zich uit over ongeveer een derde van het eiland. De Franse premier Paul Ramadier stuurde versterkingen, die onder andere bestonden uit Senegalese soldaten. Met behulp van deze extra troepen wisten zij het eiland al snel weer volledig in handen te krijgen. Bij de strijd werden door de Franse troepen grote wreedheden begaan. In november 1948 werd het laatste rebellenbolwerk ingenomen. Over het aantal doden bestaat discussie, mede doordat veel rebellen het bos invluchtten en over hun lot veel onduidelijk was. Bij gebrek aan betrouwbare bronnen liggen de schattingen over het aantal doden dan ook op ergens tussen de 8.000 en ruim 100.000. Wie precies de leiders van de opstand waren is nooit onomstotelijk vast komen te staan. De Fransen gaven de MDRM de schuld van de opstand, hoewel deze in alle toonaarden ontkende erbij betrokken te zijn geweest. De partij werd daarop verboden. De Fransen lieten veel leiders oppakken en veroordeelden een aantal van hen ter dood. Twintig personen werden terechtgesteld, maar de rest van de vonnissen werd uiteindelijk niet uitgevoerd. In de jaren erop kregen de meeste leiders amnestie.

### Loi-cadre Defferre
Na het verlies van Indochina in 1954 werden de Fransen gedwongen om ook de mogelijkheid van onafhankelijkheid van andere koloniën onder ogen te zien. Daarom trad in 1956 de Loi-cadre Defferre ('machtigingswet van Defferre') in werking, die voorzag in de overdracht van de macht naar de lokale autoriteiten in iedere Franse kolonie door de instelling van algemeen kiesrecht, hetgeen de basis moest vormen voor een parlementaire democratie.
In Madagaskar regelde de wet de instelling van uitvoerende comités die functioneerden naast provinciale vergaderingen en de Nationale Vergadering en de opheffing van de aparte kiescommissies voor Franse en Malagassische groepen. De instelling van het algemeen kiesrecht zorgde voor significante veranderingen in Madagaskar vanwege de etnisch-politieke scheiding tussen de Merina en de Tanindrana (côtiers) en de scheiding tussen protestanten en katholieken. Doordat de Merina de militaire macht hadden en voordelen genoten op het gebied van onderwijs en cultuur hadden zij gedurende een groot deel van de geschiedenis van Madagaskar een dominante invloed gehad op het politieke proces. De Merina waren dan ook ruim vertegenwoordigd in de kleine elite van Madagaskar tot wie het kiesrecht was beperkt in de eerdere jaren van de Franse overheersing. Met het algemeen kiesrecht waren de Tanindrana plotseling in de meerderheid.

### PSD versus AKFM: Opmaat naar de onafhankelijkheid

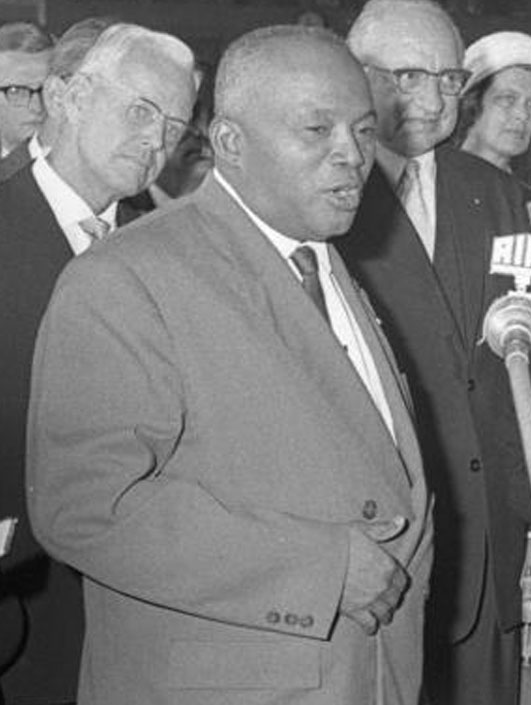
Tsiranana tijdens een staatsbezoek aan Duitsland in 1962 als eerste president van het onafhankelijke Madagaskar.

Het einde van de jaren 1950 werd gekenmerkt door een groeiend debat over de relatie die Madagaskar in de toekomst met Frankrijk zou moeten onderhouden. Hierbij ontsponnen zich twee grote politieke partijen. De nieuwe Sociaaldemocratische Partij van Madagaskar en de Comoren (Parti Social Démocrate de Madagascar – PSD) die zelfbestuur voorstond met behoud van nauwe banden met Frankrijk was in feite een voortzetting van de PADESM. De PSD stond onder leiding van Philibert Tsiranana. Tsiranana was een geleerde Tsimihety uit het noordelijk kustgebied en hij was een van de oprichters van de PADESM. In 1956 werd hij als een van de drie afgevaardigden verkozen in de Nationale Vergadering in Parijs. De PSD gebruikte Tsiranana's politieke machtsbasis Mahajanga in het noordwesten van Madagaskar en wist haar macht vanuit daar razendsnel te vergroten doordat de PSD veel kleinere partijen van de Tanindrana opslokte. De andere grote partij die ontstond was de communistische Congrespartij voor de Onafhankelijkheid van Madagaskar (Antokon'ny Kongresy Fanafahana an'i Madagasikara – AKFM) die juist volledige onafhankelijkheid wilde van Frankrijk en haar machtsbases vooral had in Tananarive en Diégo-Suarez (Antsiranana). De leden bestonden vooral uit Merina. De AKFM stond onder leiding van Richard Andriamanjato, die zelf ook een Merina was en lid was van de protestantse geestelijkheid. De Franse beleidsmakers zagen met afgrijzen aan wat de AKFM bepleitte: nationalisering van (vooral Franse) buitenlandse bedrijven, collectivisatie van land, de "Malagassisering" van de samenleving, waarbij afstand werd gedaan van Franse waarden en gebruiken (met name het gebruik van de Franse taal), internationale ongebondenheid en het vervangen van de CFA-frank door een eigen munteenheid. De
Tsiranana werd in juli 1958 hoofd van de regering. Op 14 oktober van dat jaar werd de Malagassische Republiek ingesteld door de koloniale machthebbers. De vroegere leiders van de MDMR stonden buitenspel bij deze regering, hetgeen in de latere geschiedenis nog voor problemen zou zorgen. Twee jaar later werd op 26 juni 1960 de onafhankelijkheid uitgeroepen van Madagaskar.

## Nasleep
In de praktijk bleven de Fransen ook na de onafhankelijkheid macht uitoefenen over het bestuur, het leger van de nieuwe republiek en over veel economische en culturele maatschappelijke activiteiten. Deze situatie bleef in stand tot de studentenopstand van 1972, die leidde tot de val van het regime Tsiranana en de daaropvolgende oprichting van de Democratische Republiek Madagaskar in 1975. In die periode werden veel Franse bezittingen genationaliseerd en vertrokken de meeste Fransen uit het land.